# Parachalciope rotundata
Parachalciope rotundata là một loài bướm đêm trong họ Noctuidae.